# Newala
Newala es un valiato de Tanzania perteneciente a la región de Mtwara.
En 2012, el valiato tenía una población de 205 492 habitantes. Étnicamente, la mayoría de los habitantes son makondes y yaos.
El valiato se ubica en el centro de la región. Es limítrofe al norte con la región de Lindi y fronterizo al sur con Mozambique, marcando la frontera el río Ruvuma.

## Subdivisiones
Comprende 28 katas:
- Chihangu
- Chilangalanga
- Chitekete
- Chiwonga
- Kitangari
- Luchingu
- Makonga
- Makote
- Makukwe
- Malatu
- Maputi
- Mchemo
- Mcholi I
- Mcholi II
- Mdimbampelempele
- Mkoma II
- Mkunya
- Mkwedu
- Mnekachi
- Mnyambe
- Mtonya
- Mtopwa
- Mtunguru
- Nakahako
- Nambali
- Namiyonga
- Nandwahi
- Nanguruwe